# Valle San Giacomo
La Valle San Giacomo (o anche Vallone San Giacomo) si trova sul versante orientale dell'edificio vulcanico dell'Etna, all'interno dell'area protetta del Parco dell'Etna, nel comune di Zafferana Etnea (CT).
Essa dista tre chilometri dal centro abitato di Zafferana Etnea, ed è situata ad una quota compresa tra 730 e 1200 m s.l.m., disposta tra due costoni, il Cugno di Mezzo e il Monte Fior di Cosimo, e affiancata da un'altra vallata minore, Vallone Cavasecca, che confluisce in essa.  Ha una caratteristica forma a “V” e pareti ripide che diventano impraticabili verso l'alto.
La Valle San Giacomo rappresenta un prezioso gioiello ambientale e idrogeologico, essendo caratterizzata da una interessante biodiversità di specie vegetali, generalmente proprie di habitat molto differenti tra loro; convivono, infatti, nel paesaggio della valle, boschi di leccio, castagno, roverella ed esemplari di faggio, carpino nero, orniello, acero campestre, pioppo tremulo, ginestra, agrifoglio, erica arborea e quercia da sughero, quest'ultima estremamente rara sull'Etna.
Sul ripido costone di Cugno di Mezzo, che divide la Valle San Giacomo dal Vallone Cavasecca, si inerpica la Scalazza, antica mulattiera lastricata in basalto con ampi gradoni e cento tornanti, che copre un dislivello di circa 500 metri, utilizzata già nel 1800 come via di comunicazione tra l'abitato e le aree agricole di contrada Cassone. La Scalazza è attualmente percorribile, e rappresenta uno dei più frequentati itinerari naturali del comune di Zafferana Etnea.
Nella Valle San Giacomo si raccolgono le acque provenienti dai costoni rocciosi che la circondano e dal Vallone Cavasecca, alimentando, durante la stagione invernale, il torrente omonimo, Torrente San Giacomo, che raggiunto il centro abitato muta il nome in Torrente Salaro.
La valle possiede anche una straordinaria importanza storico-antropologica. Essa fu infatti sede del Priorato di San Giacomo, piccolo ritiro di monaci benedettini insediatisi in questo luogo intorno al XII secolo, dando alla valle il toponimo di Valle San Giacomo. Annessa al priorato si trovava, infatti, una piccola chiesa dedicata a san Giacomo maggiore apostolo, meta di pellegrini provenienti da varie parti della Sicilia nel giorno della festa (25 luglio). Attorno al monastero si formò il primo nucleo abitato di Zafferana, composto da case rurali di contadini e pastori. Il priorato e la chiesa furono rasi al suolo dal terremoto del 1693 e sulle sue rovine fu costruita una villa padronale.